# Бобилна (Хунедоара)
Бобилна (рум. Bobâlna) — село у повіті Хунедоара в Румунії. Входить до складу комуни Раполту-Маре.
Село розташоване на відстані 282 км на північний захід від Бухареста, 16 км на схід від Деви, 106 км на південь від Клуж-Напоки, 147 км на схід від Тімішоари.

## Населення
За даними перепису населення 2002 року у селі проживали 524 особи, з них 522 особи (99,6%) румунів. Рідною мовою 522 особи (99,6%) назвали румунську.